# Уинтертон, Пол
Пол Уинтертон (Винтертон) (12 февраля 1908 — 8 января 2001) — английский писатель, журналист, военный корреспондент, криминалист, сценарист.

## Биография
Родился в семье сыном журналиста левых политических взглядов.
Окончил Лондонскую школа экономики и политических наук и Лондонский университет.
Затем он выиграл стипендию, которая позволяла ему провести один год в СССР. Впечатления о пребывании в Советском Союзе позже послужили сюжетом для его книги «Студент в России».
В 1929 году начал работать в журналистом, сначала в «The Economist» (1931—1933), потом в «News Chronicle». Во время Второй мировой войны в 1942—1945 в качестве военного корреспондента этой газеты находился в Москве.
В 1930- х годах, одновременно с работой журналистом, он писал различные острые публикации, например, документальный роман о психиатрических учреждениях в Англии (Mending Minds: The Truth About Our Mental Hospitals, 1937).
В 1950 годах стал известен, когда используя псевдоним Эндрю Гарве, опубликовал ряд успешных триллеров и детективов.
В 1953 году был одним из основателей Ассоциации писателей-криминалистов и вместе совместно с Элизабет Феррарс, её первым секретарём.

## Творчество
П. Уинтертон более известный, как Эндрю Гарв — одно из крупнейших имен в английской приключенческой литературе. Не будучи столь же плодовитым автором, как А. Кристи или Д. X. Чейз, он написал всего лишь около полутора десятков романов, но каждый из них можно смело назвать жемчужиной авантюрного жанра. В произведениях Э. Гарва поражает прежде всего мастерское сочетание элемента тайны, создающего столь необходимое для детектива интеллектуальное напряжение, и элемента действия — динамичности сюжета, бурного развития событий, атмосферы катастрофы, погони, поиска.
Первая книга Винтертона — «Студент в России» вышла в 1931 году, а в 1938 году под псевдонимом Роджер Бэкс писатель опубликовал свой первый детектив — «Смерть под Иерусалимом». С 1951 года основным псевдонимом Винтертона стал Эндрю Гарв.
В основу сюжетов романов Эндрю Гарва легли впечатления о его многочисленных путешествиях. Тема России затронута во многих произведениях писателя («Россия — с открытыми глазами» (1937); «Очевидцы с Советского фронта» (1943); «Репортаж из России» (1945); «Убийство в Москве» (1951); «Подъем D-13» (1969) и ряде других).
Под псевдонимом Пол Сомерс писатель опубликовал серию произведения с главным героем — журналистом Хью Кертисом.

## Избранная библиография
- Death Beneath Jerusalem (1938) (под псевдонимом Роджер Бакс)
- Red Escapade (1940) (под псевдонимом Роджер Бакс)
- Disposing of Henry (1947) (под псевдонимом Роджер Бакс)
- Blueprint for Murder (1948) (под псевдонимом Роджер Бакс)
- Came the Dawn (1949) (под псевдонимом Роджер Бакс)
- No Mask for Murder (1950)
- No Tears for Hilda (1950)
- A Press of Suspects (1951)
- Murder in Moscow (1951)
- A Grave Case of Murder (1951) (под псевдонимом Роджер Бакс)
- A Hole in the Ground (1952)
- The Cuckoo Line Affair (1953)
- Death and the Sky Above (1953)
- The Riddle of Samson (1954)
- The End of the Track (1955)
- The Megstone Plot (1956)
- The Narrow Search (1957)
- The Galloway Case (1958)
- Beginner’s Luck (1958) (под псевдонимом Пол Сомерс)
- Operation Piracy (1958) (под псевдонимом Пол Сомерс)
- A Hero for Leanda (1959)
- The Shivering Mountain (1959) (под псевдонимом Пол Сомерс)
- The Golden Deed (1960)
- The Far Sands (1961)
- The Broken Jigsaw (1961) (под псевдонимом Пол Сомерс)
- The House of Soldiers (1962)
- Prisoner’s Friend (1962)
- The Sea Monks (1963)
- Frame-Up (1964)
- The Ashes of Loda (1965)
- Murderer’s Fen (1966)
- A Very Quiet Place (1967)
- The Long Short Cut (1968)
- The Ascent of D-13 (1969)
- Boomerang (1970)
- The Late Bill Smith (1971)
- The Case of Robert Quarry (1972)
- The File on Lester (1974)
- aka The Lester Affair
- Home to Roost (1976)
- Counterstroke (1978)

## Избранная фильмография
- Never Let Me Go (1953) (по роману «Came the Dawn»)
- The Alfred Hitchcock Hour (ТВ-сериал, 1962):
  - «House Guest» (по книге «The Golden Deed»)
  - «Night of the Owl» (по книге «End of the Track»)
- Two Letter Alibi (1962) (по роману «Death and the Sky Above»)
- A Touch of Larceny (1959) (по роману «The Megstone Plot»)
- The Desperate Man (1959) (по роману «Beginner’s Luck»)